# Roger Maxwell
Roger Maxwell (Londres, 1 de janeiro de 1900 – Londres, 24 de novembro de 1971) foi um ator inglês.
Em 1959, foi membro do júri no Festival de Veneza.

## Filmografia selecionada
- Save a Little Sunshine (1938)
- Badger's Green (1949)
- Stop Press Girl (1949)
- Mister Drake's Duck (1951)
- Night Was Our Friend (1951)
- Song of Paris (1952)
- Treasure Hunt (1952)
- The Steel Key (1953)
- John Wesley (1954)
- No Smoking (1955)
- Keep It Clean (1956)
- Reach for the Sky (1956)
- The Captain's Table (1959)
- A Touch of Larceny (1959)
- The Angry Silence (1960)
- Doctor Zhivago (1965)
- The Rise and Rise of Michael Rimmer (1970)
- Dad's Army (1971)